# Gnorimopsar
Gnorimopsar là một chi chim trong họ Icteridae.